# 효능제
작용제(作用劑, 영어: agonist)는 신경 전달 물질이나 호르몬 등과 같은 기능을 하는 물질, 또는 그러한 기능을 유지하도록 하는 물질이다. 예를 들어 아드레날린(에피네프린)의 생성을 돕거나 아드레날린이 분해되지 않도록 함으로써 또는 재흡수되지 않도록 함으로써 이를 유지시키거나 아드레날린의 분비를 증가시키는 등의 역할을 한다면 모두 아드레날린성 효능제로 간주할 수 있다.

## 수용체 작용제
수용체 작용제는 생체 내의 수용체 분자에 작용하여 신경전달물질이나 호르몬 등과 비슷한 기능을 하거나 그러한 기능을 돕는 물질이다.
수용체 작용제(receptor agonist) 중 실제 생체 내에서 작용하는 것과 동일한 물질은 리간드라고 하는데, 작용 방식과 기능이 생체 물질과 완전히 동일하므로 유용하게 사용할 수 있다. 따라서 수용체 작용제 중 리간드가 아닌 것만을 일반적으로 작용제라고 간주한다. 실제 생체 물질과는 조금 다른 성질을 가지고 있으며, 주로 분자간 선택성과 표적 분자와의 결합력에서 차이를 보인다.
예를 들어, 중추신경계에 대한 주요 흥분성 신경전달물질로서 글루탐산이 있지만, 그 수용체는 4종류가 있다. NMDA라고 하는 물질은 그 4종의 글루탐산 수용체 가운데 NMDA형 글루탐산 수용체에만 작용하고 나머지 3종에는 작용하지 않는다. 이 경우, NMDA를 NMDA형 글루탐산 수용체에 대한 선택적 작용제라고 부른다.
이의 반대되는 개념으로 비교해 볼 수 있는 길항제로는 수용체 길항제가 있다. 이것은 똑같이 수용체에 작용하지만, 수용체의 활동을 억제하는 물질이다.

## 예
- 무스카린성 작용제
- 비선택적 작용제
- 아드레날린성 작용제
- 마약작용제 – 펜타닐, 모르핀 등

## 같이 보기
- 용량-반응 곡선
- SSRI